# Giải bóng đá Cúp Quốc gia 2012
Giải bóng đá Cúp Quốc gia 2012, tên gọi chính thức là Giải bóng đá Cúp Quốc gia – Nhựa Hoa Sen 2012 vì lý do tài trợ, là mùa giải thứ 20 của Giải bóng đá Cúp Quốc gia và là mùa giải đầu tiên được đặt dưới sự tổ chức của Công ty Cổ phần Bóng đá chuyên nghiệp Việt Nam (VPF). Diễn ra từ ngày 18 tháng 12 năm 2011 đến ngày 26 tháng 8 năm 2012, giải đấu có sự tham gia của 14 câu lạc bộ thuộc giải Vô địch Quốc gia và 11 câu lạc bộ thuộc giải Hạng Nhất (ban đầu có 26 đội nhưng câu lạc bộ Trẻ bóng đá Hà Nội xin rút).

## Các đội tham dự
Những đội in đậm được đặc cách vào thẳng vòng 1/8.
14 câu lạc bộ V-League
- Becamex Bình Dương
- SHB Đà Nẵng
- Tập đoàn Cao su Đồng Tháp
- Vicem Hải Phòng
- Hoàng Anh Gia Lai
- Khatoco Khánh Hòa
- Kienlongbank Kiên Giang
- Sài Gòn Xuân Thành
- Navibank Sài Gòn
- Sông Lam Nghệ An
- Hà Nội T&T
- Hà Nội
- Thanh Hóa
- Xi măng The Vissai Ninh Bình

11 câu lạc bộ hạng Nhất
- Hùng Vương An Giang
- SQC Bình Định
- Xổ số kiến thiết Cần Thơ
- Đồng Nai
- Hà Nội
- Thành phố Hồ Chí Minh
- Đồng Tâm Long An
- Xổ số kiến thiết Lâm Đồng
- Quảng Nam
- Than Quảng Ninh
- Xi măng Fico Tây Ninh

Không tham dự/Rút lui
- Trẻ Hà Nội
- TDC Bình Dương
- Trẻ SHB Đà Nẵng

## Sơ đồ thi đấu
|  | Vòng loại                     | Vòng loại                |                               |       | Vòng 16 đội | Vòng 16 đội |  |  | Tứ kết | Tứ kết |  |  | Bán kết | Bán kết |  |  | Chung kết | Chung kết |
|  |                               |                          |                               |       |             |             |  |  |        |        |  |  |         |         |  |  |           |           |
|  |                               |                          |                               |       |             |             |  |  |        |        |  |  |         |         |  |  |           |           |
|  |                               |                          |                               |       |             |             |  |  |        |        |  |  |         |         |  |  |           |           |
|  |                               |                          |                               |       |             |             |  |  |        |        |  |  |         |         |  |  |           |           |
|  | 25 tháng 12 – Nghệ An         |                          |                               |       |             |             |  |  |        |        |  |  |         |         |  |  |           |           |
|  |                               |                          |                               |       |             |             |  |  |        |        |  |  |         |         |  |  |           |           |
|  | Sông Lam Nghệ An              | 2                        |                               |       |             |             |  |  |        |        |  |  |         |         |  |  |           |           |
|  | Sông Lam Nghệ An              | 2                        | 18 tháng 12 – Hà Nội          |       |             |             |  |  |        |        |  |  |         |         |  |  |           |           |
|  |                               |                          | Tập đoàn Cao su Đồng Tháp     | 1     |             |             |  |  |        |        |  |  |         |         |  |  |           |           |
|  | Trẻ Hà Nội (rút lui)          |                          | Tập đoàn Cao su Đồng Tháp     | 1     |             |             |  |  |        |        |  |  |         |         |  |  |           |           |
|  |                               |                          | 28 tháng 1 – Nghệ An          |       |             |             |  |  |        |        |  |  |         |         |  |  |           |           |
|  | TĐCS Đồng Tháp                |                          |                               |       |             |             |  |  |        |        |  |  |         |         |  |  |           |           |
|  | Sông Lam Nghệ An              | 3 (5)                    |                               |       |             |             |  |  |        |        |  |  |         |         |  |  |           |           |
|  | Sông Lam Nghệ An              | 3 (5)                    | 18 tháng 12 – Tây Ninh        |       |             |             |  |  |        |        |  |  |         |         |  |  |           |           |
|  |                               | XM The Vissai Ninh Bình  | 3 (4)                         |       |             |             |  |  |        |        |  |  |         |         |  |  |           |           |
|  | XM Fico Tây Ninh              | XM The Vissai Ninh Bình  | 3 (4)                         | 0 (4) |             |             |  |  |        |        |  |  |         |         |  |  |           |           |
|  | XM Fico Tây Ninh              | 25 tháng 12 – Ninh Bình  |                               | 0 (4) |             |             |  |  |        |        |  |  |         |         |  |  |           |           |
|  | XM The Vissai Ninh Bình       | 0 (5)                    |                               |       |             |             |  |  |        |        |  |  |         |         |  |  |           |           |
|  | XM The Vissai Ninh Bình       | 0 (5)                    | XM The Vissai Ninh Bình       | 2     |             |             |  |  |        |        |  |  |         |         |  |  |           |           |
|  |                               |                          | XM The Vissai Ninh Bình       | 2     |             |             |  |  |        |        |  |  |         |         |  |  |           |           |
|  |                               |                          | Hà Nội                        | 1     |             |             |  |  |        |        |  |  |         |         |  |  |           |           |
|  |                               |                          | Hà Nội                        | 1     |             |             |  |  |        |        |  |  |         |         |  |  |           |           |
|  |                               |                          | 8 tháng 6 – Nghệ An           |       |             |             |  |  |        |        |  |  |         |         |  |  |           |           |
|  |                               |                          |                               |       |             |             |  |  |        |        |  |  |         |         |  |  |           |           |
|  | Sông Lam Nghệ An              | 1                        |                               |       |             |             |  |  |        |        |  |  |         |         |  |  |           |           |
|  | Sông Lam Nghệ An              | 1                        |                               |       |             |             |  |  |        |        |  |  |         |         |  |  |           |           |
|  |                               | Sài Gòn Xuân Thành       | 3                             |       |             |             |  |  |        |        |  |  |         |         |  |  |           |           |
|  |                               | Sài Gòn Xuân Thành       | 3                             |       |             |             |  |  |        |        |  |  |         |         |  |  |           |           |
|  | 24 tháng 12 – TP. Hồ Chí Minh |                          |                               |       |             |             |  |  |        |        |  |  |         |         |  |  |           |           |
|  |                               |                          |                               |       |             |             |  |  |        |        |  |  |         |         |  |  |           |           |
|  | Sài Gòn                       | 3                        |                               |       |             |             |  |  |        |        |  |  |         |         |  |  |           |           |
|  | Sài Gòn                       | 3                        | 18 tháng 12 – Đồng Nai        |       |             |             |  |  |        |        |  |  |         |         |  |  |           |           |
|  |                               |                          | Khatoco Khánh Hoà             | 2     |             |             |  |  |        |        |  |  |         |         |  |  |           |           |
|  | Đồng Nai                      | 1 (2)                    | Khatoco Khánh Hoà             | 2     |             |             |  |  |        |        |  |  |         |         |  |  |           |           |
|  | Đồng Nai                      | 1 (2)                    | 28 tháng 1 – TP. Hồ Chí Minh  |       |             |             |  |  |        |        |  |  |         |         |  |  |           |           |
|  | Khatoco Khánh Hòa             | 1 (4)                    |                               |       |             |             |  |  |        |        |  |  |         |         |  |  |           |           |
|  | Khatoco Khánh Hòa             | 1 (4)                    | Sài Gòn                       | 3     |             |             |  |  |        |        |  |  |         |         |  |  |           |           |
|  | 18 tháng 12 – Cần Thơ         |                          | Sài Gòn                       | 3     |             |             |  |  |        |        |  |  |         |         |  |  |           |           |
|  |                               | Thanh Hoá                | 1                             |       |             |             |  |  |        |        |  |  |         |         |  |  |           |           |
|  | XSKT Cần Thơ                  | Thanh Hoá                | 1                             | 1 (4) |             |             |  |  |        |        |  |  |         |         |  |  |           |           |
|  | XSKT Cần Thơ                  | 25 tháng 12 – Cần Thơ    |                               | 1 (4) |             |             |  |  |        |        |  |  |         |         |  |  |           |           |
|  | Than Quảng Ninh               | 1 (2)                    |                               |       |             |             |  |  |        |        |  |  |         |         |  |  |           |           |
|  | Than Quảng Ninh               | 1 (2)                    | XSKT Cần Thơ                  | 1     |             |             |  |  |        |        |  |  |         |         |  |  |           |           |
|  |                               |                          | XSKT Cần Thơ                  | 1     |             |             |  |  |        |        |  |  |         |         |  |  |           |           |
|  |                               |                          | Thanh Hoá                     | 3     |             |             |  |  |        |        |  |  |         |         |  |  |           |           |
|  |                               |                          | Thanh Hoá                     | 3     |             |             |  |  |        |        |  |  |         |         |  |  |           |           |
|  |                               |                          | 29 tháng 8 – TP. Hồ Chí Minh  |       |             |             |  |  |        |        |  |  |         |         |  |  |           |           |
|  |                               |                          |                               |       |             |             |  |  |        |        |  |  |         |         |  |  |           |           |
|  | Sài Gòn Xuân Thành            | 4                        |                               |       |             |             |  |  |        |        |  |  |         |         |  |  |           |           |
|  | Sài Gòn Xuân Thành            | 4                        |                               |       |             |             |  |  |        |        |  |  |         |         |  |  |           |           |
|  |                               | Hà Nội T&T               | 1                             |       |             |             |  |  |        |        |  |  |         |         |  |  |           |           |
|  |                               | Hà Nội T&T               | 1                             |       |             |             |  |  |        |        |  |  |         |         |  |  |           |           |
|  | 25 tháng 12 – TP. Hồ Chí Minh |                          |                               |       |             |             |  |  |        |        |  |  |         |         |  |  |           |           |
|  |                               |                          |                               |       |             |             |  |  |        |        |  |  |         |         |  |  |           |           |
|  | Navibank Sài Gòn              | 3                        |                               |       |             |             |  |  |        |        |  |  |         |         |  |  |           |           |
|  | Navibank Sài Gòn              | 3                        | 18 tháng 12 – An Giang        |       |             |             |  |  |        |        |  |  |         |         |  |  |           |           |
|  |                               |                          | SQC Bình Định                 | 4     |             |             |  |  |        |        |  |  |         |         |  |  |           |           |
|  | An Giang                      | 0                        | SQC Bình Định                 | 4     |             |             |  |  |        |        |  |  |         |         |  |  |           |           |
|  | An Giang                      | 0                        | 29 tháng 1 – Bình Định        |       |             |             |  |  |        |        |  |  |         |         |  |  |           |           |
|  | SQC Bình Định                 | 2                        |                               |       |             |             |  |  |        |        |  |  |         |         |  |  |           |           |
|  | SQC Bình Định                 | 2                        | SQC Bình Định                 | 1     |             |             |  |  |        |        |  |  |         |         |  |  |           |           |
|  |                               |                          | SQC Bình Định                 | 1     |             |             |  |  |        |        |  |  |         |         |  |  |           |           |
|  |                               | Hà Nội T&T               | 3                             |       |             |             |  |  |        |        |  |  |         |         |  |  |           |           |
|  |                               | Hà Nội T&T               | 3                             |       |             |             |  |  |        |        |  |  |         |         |  |  |           |           |
|  | 25 tháng 12 – Hàng Đẫy        |                          |                               |       |             |             |  |  |        |        |  |  |         |         |  |  |           |           |
|  |                               |                          |                               |       |             |             |  |  |        |        |  |  |         |         |  |  |           |           |
|  | Hà Nội T&T                    | 2                        |                               |       |             |             |  |  |        |        |  |  |         |         |  |  |           |           |
|  | Hà Nội T&T                    | 2                        | 18 tháng 12 – TP. Hồ Chí Minh |       |             |             |  |  |        |        |  |  |         |         |  |  |           |           |
|  |                               |                          | Vicem Hải Phòng               | 0     |             |             |  |  |        |        |  |  |         |         |  |  |           |           |
|  | TP. Hồ Chí Minh               | 1                        | Vicem Hải Phòng               | 0     |             |             |  |  |        |        |  |  |         |         |  |  |           |           |
|  | TP. Hồ Chí Minh               | 1                        | 8 tháng 6 – Hà Nội            |       |             |             |  |  |        |        |  |  |         |         |  |  |           |           |
|  | Vicem Hải Phòng               | 3                        |                               |       |             |             |  |  |        |        |  |  |         |         |  |  |           |           |
|  | Vicem Hải Phòng               | 3                        | Hà Nội T&T                    | 1     |             |             |  |  |        |        |  |  |         |         |  |  |           |           |
|  | 18 tháng 12 – Bình Dương      |                          | Hà Nội T&T                    | 1     |             |             |  |  |        |        |  |  |         |         |  |  |           |           |
|  |                               | SHB Đà Nẵng              | 0                             |       |             |             |  |  |        |        |  |  |         |         |  |  |           |           |
|  | Becamex Bình Dương            | SHB Đà Nẵng              | 0                             | 2 (3) |             |             |  |  |        |        |  |  |         |         |  |  |           |           |
|  | Becamex Bình Dương            | 25 tháng 12 – Lâm Đồng   |                               | 2 (3) |             |             |  |  |        |        |  |  |         |         |  |  |           |           |
|  | XSKT Lâm Đồng                 | 2 (5)                    |                               |       |             |             |  |  |        |        |  |  |         |         |  |  |           |           |
|  | XSKT Lâm Đồng                 | 2 (5)                    | XSKT Lâm Đồng                 | 1 (1) |             |             |  |  |        |        |  |  |         |         |  |  |           |           |
|  | 18 tháng 12 – Long An         |                          | XSKT Lâm Đồng                 | 1 (1) |             |             |  |  |        |        |  |  |         |         |  |  |           |           |
|  |                               | SHB Đà Nẵng              | 1 (3)                         |       |             |             |  |  |        |        |  |  |         |         |  |  |           |           |
|  | Đồng Tâm Long An              | SHB Đà Nẵng              | 1 (3)                         | 1     |             |             |  |  |        |        |  |  |         |         |  |  |           |           |
|  | Đồng Tâm Long An              |                          | 29 tháng 1 – Đà Nẵng          | 1     |             |             |  |  |        |        |  |  |         |         |  |  |           |           |
|  | SHB Đà Nẵng                   | 3                        |                               |       |             |             |  |  |        |        |  |  |         |         |  |  |           |           |
|  | SHB Đà Nẵng                   | 3                        | SHB Đà Nẵng                   | 3     |             |             |  |  |        |        |  |  |         |         |  |  |           |           |
|  | 18 tháng 12 – Kiên Giang      |                          | SHB Đà Nẵng                   | 3     |             |             |  |  |        |        |  |  |         |         |  |  |           |           |
|  |                               | Kienlongbank Kiên Giang  | 0                             |       |             |             |  |  |        |        |  |  |         |         |  |  |           |           |
|  | Kienlongbank Kiên Giang       | Kienlongbank Kiên Giang  | 0                             | 4     |             |             |  |  |        |        |  |  |         |         |  |  |           |           |
|  | Kienlongbank Kiên Giang       | 25 tháng 12 – Kiên Giang |                               | 4     |             |             |  |  |        |        |  |  |         |         |  |  |           |           |
|  | Quảng Nam                     | 0                        |                               |       |             |             |  |  |        |        |  |  |         |         |  |  |           |           |
|  | Quảng Nam                     | 0                        | Kienlongbank Kiên Giang       | 2     |             |             |  |  |        |        |  |  |         |         |  |  |           |           |
|  |                               |                          | Kienlongbank Kiên Giang       | 2     |             |             |  |  |        |        |  |  |         |         |  |  |           |           |
|  |                               |                          | Hoàng Anh Gia Lai             | 1     |             |             |  |  |        |        |  |  |         |         |  |  |           |           |
|  |                               |                          | Hoàng Anh Gia Lai             | 1     |             |             |  |  |        |        |  |  |         |         |  |  |           |           |
|  |                               |                          |                               |       |             |             |  |  |        |        |  |  |         |         |  |  |           |           |
|  |                               |                          |                               |       |             |             |  |  |        |        |  |  |         |         |  |  |           |           |
|  |                               |                          |                               |       |             |             |  |  |        |        |  |  |         |         |  |  |           |           |

## Vòng loại
| Trẻ Hà Nội (2) | Hủy      | Tập đoàn Cao su Đồng Tháp (1) |
| -------------- | -------- | ----------------------------- |
|                | Chi tiết |                               |

| Xi măng Fico Tây Ninh (2) | 0–0      | Xi măng The Vissai Ninh Bình (1) |
| ------------------------- | -------- | -------------------------------- |
|                           | Chi tiết |                                  |
| Loạt sút luân lưu         |          |                                  |
|                           | 4–5      |                                  |

| Đồng Nai (2)        | 1–1      | Khatoco Khánh Hoà (1) |
| ------------------- | -------- | --------------------- |
| Nyirenda Victor 57' | Chi tiết | Agostinho 10'         |
| Loạt sút luân lưu   |          |                       |
|                     | 2–4      |                       |

| Xổ số kiến thiết Cần Thơ (2) | 1–1      | Than Quảng Ninh (2)                          |
| ---------------------------- | -------- | -------------------------------------------- |
| Nguyễn Hùng Vũ (28) 77'      | Chi tiết | Nguyễn Xuân Quyền 38' · Nguyễn Xuân Ngọc 72' |
| Loạt sút luân lưu            |          |                                              |
|                              | 4–2      |                                              |

| An Giang (2) | 0–2      | SQC Bình Định (2)    |
| ------------ | -------- | -------------------- |
|              | Chi tiết | Đặng Amaobi 32', 41' |

| Thành phố Hồ Chí Minh (2) | 1–3      | Vicem Hải Phòng (1)                           |
| ------------------------- | -------- | --------------------------------------------- |
| Đinh Kiên Trung 90+1'     | Chi tiết | Nguyễn Minh Châu 63' · Thiago 82' · Fagan 83' |

| Becamex Bình Dương (1)            | 2–2      | Xổ số kiến thiết Lâm Đồng (2)                                                                               |
| --------------------------------- | -------- | --- |
| Nguyễn Vũ Phong 11' · Philani 77' | Chi tiết | Võ Trọng Phú 14' · Soleiman 28' · Đỗ Hồng Quân 10' 67'                                                      |
| Loạt sút luân lưu                 |          | |
| - Fortune                         | 3–5      | Phạt đền thành công · Phạt đền thành công · Phạt đền thành công · Phạt đền thành công · Phạt đền thành công |

| Đồng Tâm Long An (1) | 1–3      | SHB Đà Nẵng (1)                |
| -------------------- | -------- | ------------------------------ |
| Nguyễn Đức Quý 71'   | Chi tiết | Alexander 60' · Merlo 63', 84' |

| Kienlongbank Kiên Giang (1)                                                         | 4–0      | Quảng Nam (2) |
| ----------------------------------------------------------------------------------- | -------- | ------------- |
| Hoàng Ngọc Linh 28' · Tomislav 29' · Trần Văn Cường 35' · Nguyễn Ngọc Anh Thoại 76' | Chi tiết |               |

## Vòng 16 đội
| Sài Gòn                                                                         | 3–2      | Khatoco Khánh Hoà                                |
| ------------------------------------------------------------------------------- | -------- | ------------------------------------------------ |
| Kesley Huỳnh Alves (7) 7' · Antonio C.R.Rodrigues (9) 82' · Hồ Ngọc Huy (8) 90' | Chi tiết | Phạm Hữu Phát (8) 4' · Nguyễn Ngọc Điểu (20) 17' |

| Sông Lam Nghệ An                                   | 2–1      | Tập đoàn Cao su Đồng Tháp |
| -------------------------------------------------- | -------- | ------------------------- |
| Nguyễn Quang Tình 58' · Hector H.Kerin Vaghaun 66' | Chi tiết | Felix Gbenge Ajala 75'    |

| Xi măng The Vissai Ninh Bình                               | 2–1      | Hà Nội                   |
| ---------------------------------------------------------- | -------- | ------------------------ |
| Bruno Almeida Rodrigue (22) 27' · Gustavo Dourado (10) 68' | Chi tiết | Anjembe Timothy (10) 34' |

| Xổ số kiến thiết Cần Thơ                                     | 1–3      | Thanh Hoá                                                      |
| ------------------------------------------------------------ | -------- | -------------------------------------------------------------- |
| Diabate Souleymame (10) 10' · Trần Vũ Phương Tâm (8) 51' 69' | Chi tiết | Sunday (80) 28' · Dasilva Gilmar 73' · Lê Văn Thắng (10) 90'+3 |

| Navibank Sài Gòn                                   | 3–4      | SQC Bình Định                                   |
| -------------------------------------------------- | -------- | ----------------------------------------------- |
| Bùi Hoàng Mỹ 10' (l.n.) · Aniekan 12', 45' (ph.đ.) | Chi tiết | Chibambo 23', 25', 90+3' · Nguyễn Công Mạnh 55' |

| Hà Nội T&T                                   | 2–0      | Vicem Hải Phòng |
| -------------------------------------------- | -------- | --------------- |
| Nguyễn Văn Quyết (10) 63' · Gonzalo (20) 80' | Chi tiết |                 |

| Xổ số kiến thiết Lâm Đồng | 1–1      | SHB Đà Nẵng    |
| ------------------------- | -------- | -------------- |
| Suleiman (11) 46'         | Chi tiết | Merlo (27) 44' |
| Loạt sút luân lưu         |          |                |
|                           | 1–3      |                |

| Kienlongbank Kiên Giang                                        | 2–1      | Hoàng Anh Gia Lai                  |
| -------------------------------------------------------------- | -------- | ---------------------------------- |
| Huỳnh Hải Thịnh 7' · Trịnh Hoài Nam 38' · Phạm Đặng Duy An 88' | Chi tiết | Vũ Anh Tuấn 32' · Đoàn Marcelo 88' |

## Vòng tứ kết
| Sông Lam Nghệ An                                                 | 3–3      | Xi măng The Vissai Ninh Bình                                                 |
| ---------------------------------------------------------------- | -------- | ---------------------------------------------------------------------------- |
| Nguyễn Ngọc Anh 27' · Âu Văn Hoàn 50', 81' · Ngô Hoàng Thịnh 30' | Chi tiết | Gustavo 10', 56' · Lê Văn Duyệt 28' · Sanogo Moussa 36' · Nguyễn Đức Huy 89' |
| Loạt sút luân lưu                                                |          |                                                                              |
|                                                                  | 5–4      |                                                                              |

| Sài Gòn                                              | 3–1      | Thanh Hoá                                                  |
| ---------------------------------------------------- | -------- | ---------------------------------------------------------- |
| Antonio Rodrigues 55', 83'' · Huỳnh Kesley Alves 89' | Chi tiết | Triệu Quang Trung 11' · Da Silva 85' · Sunday Emmanuel 90' |

| SQC Bình Định             | 1–3      | Hà Nội T&T                                      |
| ------------------------- | -------- | ----------------------------------------------- |
| Signs Wonder Chibambo 89' | Chi tiết | Nguyễn Ngọc Duy 37' 45' · Gonzalo Marronkle 87' |

| SHB Đà Nẵng                           | 3–0      | Kienlongbank Kiên Giang |
| ------------------------------------- | -------- | ----------------------- |
| Huỳnh Quốc Anh 23' · Merlo 25', 90+1' | Chi tiết |                         |

## Vòng bán kết
| Hà Nội T&T                                         | 1–0      | SHB Đà Nẵng                           |
| -------------------------------------------------- | -------- | ------------------------------------- |
| Gonzalo 35' · Cristiano 60' · Nguyễn Văn Quyết 87' | Chi tiết | Cao Cường 68' · Nguyễn Ngọc Thanh 85' |

| Sông Lam Nghệ An                 | 1–3      | Sài Gòn                                                                                             |
| -------------------------------- | -------- | --------------------------------------------------------------------------------------------------- |
| Abass 80' · Nguyễn Hồng Việt 85' | Chi tiết | Kesley 48' · Antonio 65', 90+1' · Bùi Tấn Trường 35' · Kesley Huỳnh Alves 40' · Trần Văn Tuấn 45+2' |

## Trận chung kết
| Sài Gòn Xuân Thành                                                                                        | 4–1      | Hà Nội T&T |
| --- | -------- | --- |
| - Huỳnh Kesley 11' 11' - Antonio Carlos 35' - Lê Hải Anh 76' - Nguyễn Rogerio 90+1' 23' - Moses Oloya 10' | Chi tiết | - Gonzalo 52' - Samson 25' - Nguyễn Quốc Long 40' - Cristiano 56' - Nguyễn Văn Quyết 90' - Nguyễn Hồng Tiến 10' 73' - Nguyễn Ngọc Duy 29' 90' |

## Phát sóng
| Vòng      | Ngày        | Trận                                            | Giờ   | Kênh phát sóng |
| --------- | ----------- | ----------------------------------------------- | ----- | -------------- |
| Vòng loại | 18 tháng 12 | Kienlongbank Kiên Giang - Quảng Nam             | 15:30 | KG             |
| Vòng 1/8  | 24 tháng 12 | Sài Gòn FC - Khatoco Khánh Hòa                  |       | BTV6, BTV2     |
| Tứ kết    | 29 tháng 1  | SHB Đà Nẵng - Kienlongbank Kiên Giang           | 16:10 | DRT2           |
| Tứ kết    | 29 tháng 1  | SQC Bình Định - Hà Nội T&T                      | 16:10 | NCM            |
| Tứ kết    | 29 tháng 1  | Sông Lam Nghệ An - Xi măng The Vissai Ninh Bình | 16:00 | VTV2           |
| Tứ kết    | 29 tháng 1  | Sài Gòn - Thanh Hóa                             | 18:30 | NCM            |
| Bán kết   | 27 tháng 9  | Sông Lam Nghệ An - Sài Gòn Xuân Thành           | 18:00 | VTV2           |
| Bán kết   | 27 tháng 9  | Hà Nội T&T - SHB Đà Nẵng                        | 17:00 | VTC3, VTC3 HD  |
| Chung kết | 9 tháng 11  | Sài Gòn Xuân Thành - Hà Nội T&T                 | 17:00 | VTV6, VTC3     |